# Capucins de Bourbourg
Les Capucins de Bourbourg sont des religieux de l'ordre franciscain installés dans un couvent de la ville de Bourbourg en 1620. L'établissement relève de la série d'implantation de Frères mineurs capucins dans cette même région de Flandre maritime, dans l'actuel département du Nord, au début du XVIIe siècle. Il disparait au moment de la Révolution française

## Histoire

### Création
Au début du XVIIe siècle, des couvents de Frères mineurs capucins de l'ordre franciscain se créent dans les principales villes de Flandre maritime : Dunkerque, Bergues,  Bailleul, Hazebrouck, Merville. Un des objectifs est de ramener le calme et le retour à la foi catholique après les troubles du XVIe siècle (Réforme protestante).
Le 31 juillet 1620, le magistrat (les autorités gérant la ville) de la ville de Bourbourg, dirigé par le bourgmestre Pierre de Wavrans, seigneur de Malenbourg, accorde au Provincial de Flandre (dirigeant de l'ordre franciscain au niveau d'une province), le révérend père Héliodore de Bruxelles, la permission d'ouvrir un monastère dans la ville.
L'autorisation est confirmée en 1621 : Charles de Bryarde ou de Briarde (Famille de Briaerde), seigneur de Bavinchove et autres lieux, et sa femme Adrienne de la Douve, dame d'Hardoye, Bavinchove et Vroyland, donnent une propriété de 53 ares, située au nord de la ville, et constituée d'une maison, d'un jardin, d'étables, et donnent un verger contigu de 88 ares pour y fonder le couvent. La donation est constituée par un acte passé le 5 novembre 1621 devant la Cour du Wythof, seigneurie détenue par le châtelain de Bourbourg, dont la propriété dépend.
Le don est accepté par Sébastien de Morales, seigneur de Bommerswalle, premier syndic (chargé de l'administration des biens temporels) des Capucins de Bourbourg. Une pierre commémorative de ces débuts est apposée dans le mur du jardin en 1621. 
La fondation de la maison de Bourbourg est célébrée par la plantation de la Croix en présence de nombreuses personnalités : le donateur et son épouse, leur fille Marie et son époux, le gouverneur de la ville, le magistrat et le Provincial de Flandre. 
Le premier supérieur du couvent est le père Célestin de Bourbourg, frère du mari de Françoise de Saint-Omer, créatrice du couvent des Capucines de Bourbourg. Il dirige une communauté de 8 religieux. Sa mère, Mme Maes, a donné une partie de ses biens pour fonder le couvent des Capucins au moment d'entrer dans l'établissement créé Françoise de Saint-Omer.  
Une église est construite avec l'aide de la veuve de Charles de Briarde, mort le 17 novembre 1622, et de Marie de Bonnières, abbesse de l'abbaye Notre-Dame de Bourbourg : Marie de Bonnières prend à sa charge la construction du chœur de l'église.
Les Capucins de Bourbourg vont disposer d'un sceau représentant saint Jean-Baptiste et reproduit dans la notice établie par Edmond de Coussemaker.

### Évolution
Rapidement, les religieux bénéficient de plusieurs libéralités, contrepartie de la bienveillance générale suscitée par les services spirituels qu'ils rendent auprès de la population. Dès la fin de 1623, la veuve de Charles de Briarde, fait remise au couvent des droits féodaux attachés aux terrains donnés en 1621.
La fille de Charles de Briarde, Marie de Briarde, épouse d'Antoine de Lens, seigneur de Bilques, fait un don de ¾ d'une mesure en 1624.
En 1636, la peste qui sévit à Bourbourg, n'épargne pas les frères capucins : cinq d'entre eux trouvent la mort.
En 1645, lorsque la France occupe la ville de Bourbourg, le couvent, comme les autres communautés religieuses, est mis sous la protection du roi Louis XIV. Ce souverain confirme le 29 décembre 1662, après que la ville est devenue définitivement française en 1659 conformément au traité des Pyrénées, les privilèges du monastère avec autorisation de fonder d'autres communautés n'importe où dans le royaume. Ces mesures sont de nouveau réaffirmées le 23 septembre 1666, par le roi en son conseil.
Les Capucins vont connaitre des difficultés financières tout au long de leur existence. Le magistrat de Bourbourg leur fait un don annuel pour leur vin de messe. Dans les archives de la commune, on peut lire : « 1696, payé aux pères capucins quatre pots de vin de Champagne, 10 L » ou encore « pour le Provincial des capucins, cinq bouteilles de champagne, 6 L 5 s ». Les paroisses de la châtellenie leur versent également une aide correspondant à une partie de la taxe annuelle prélevée sur les fidèles pour l'entretien de l'église et des clercs.
Ces libéralités n'empêchent pas qu'en 1768, le supérieur, François de Bailleul, doive demander au magistrat une aide exceptionnelle pour remédier au délabrement d'une partie des bâtiments : les fidèles ont payé les matériaux mais il manque de l'argent pour acquitter la main-d'œuvre. En échange, il propose des services et secours spirituels rendus par les moines au profit de la ville et des habitants. Le couvent obtient de nouveau une contribution : la ville de Bourbourg accorde aux Capucins une gratification de 750 livres pour les réparations de leur couvent.

## Disparition
En vue des États généraux de 1789, se tient à Bailleul le 31 mars 1789 la réunion des membres du clergé de la Flandre maritime présidée par l'évêque d'Ypres Charles Alexander d'Arberg. Les Capucins sont représentés par un dénommé Mr Van Uxem, lequel a également procuration des Capucines de la ville.
Au moment de la Révolution française, l'Assemblée nationale constituante vote en février 1790 la suppression des ordres monastiques. En conséquence, le 15 mai 1790, le maire de Bourbourg, Philippe Deschodt, se présente au seuil du couvent avec un conseiller municipal, le procureur de la commune, le greffier et avocat et ils procèdent à l'inventaire des biens. 
Celui-ci reflète la situation de l'établissement. Il compte alors 13 pères et 4 frères lais, tous provenant de Flandre. Il dispose de peu de moyens : un peu d'argent liquide, des dettes, pas d'argenterie en dehors des vases sacrés. Sauf le terrain où se situe le monastère, de l'ordre de 3 mesures (environ un hectare), l'institution ne possède pas de terres. Deux ou trois rentes proviennent de donations. Le bien le plus précieux se révèle être une belle bibliothèque : environ 1300 ouvrages de théologie, histoire sacrée et profane, philosophie, sermons en latin français, flamand. 
Le 12 octobre 1790, est dressé par le maire de la ville, l'inventaire des titres et papiers du couvent. Le monastère n'a pas non plus beaucoup d'archives, seuls 24 documents divers ont pu être recensés.
Le 14 avril 1791, conformément aux décrets de l'Assemblée nationale constituante, le maire de Bourbourg, préside une assemblée des Capucins destinée à élire un supérieur, un économe, élaborer un règlement intérieur, établir un emploi du temps. Celui-ci sera calqué sur celui des Capucines de la ville.
Le 8 mai 1791, un capucin devient 2e vicaire du curé de Bourbourg. À cette fin, il prête serment de fidélité à la Constitution civile du clergé.  D'autres vont l'imiter, prêter serment et entrer dans le clergé constitutionnel : l'un devient curé de Capelle, l'autre curé de Merckeghem. En revanche, la société populaire de Bourbourg dénonce les agissements des frères capucins restés au couvent. Elle les accuse d'effectuer une propagande contre-révolutionnaire auprès des particuliers. La municipalité de la ville se divise sur l'attitude à adopter : demander le maintien des frères ou les forcer à adopter une attitude plus conforme à l'esprit de la Révolution.
Le 10 juin 1791, les Capucins décident de se réunir aux Frères mineurs récollets d'Hondschoote. Le District de Bergues les autorise à emmener leurs effets. Le jour de leur départ dans la nuit du 15 au 16 juin 1791, sur ordre du district, le maire appose les scellés sur la sacristie où sont laissés les objets du culte. Les capucins auraient promis avant leur départ de laisser le saint sacrement (l'hostie consacrée) en leur chapelle, mais ils l'auraient transporté chez les Pénitentes. L'argenterie se limite à une boîte, une croix et une relique du saint Antoine de Padoue. Elle sera par la suite, transportée avec la bibliothèque dans les locaux de l'abbaye Notre-Dame de Bourbourg. On ne sait ce que ces objets devinrent. Le départ des frères réjouit les patriotes de la ville.
Est également dressé l'inventaire du mobilier, lequel demeure basique sans richesse particulière.
La « société des Amis de la Constitution » de Bourbourg va siéger provisoirement dans les locaux des Capucins jusqu'à leur mise en vente.
En octobre 1791, intervient la vente des meubles, terrain et bâtiments sur l'ordre du directoire du district. Un négociant de Dunkerque achète l'ensemble, fait raser les bâtiments sauf les murs de clôture.
Une tannerie va s'implanter sur le lieu du couvent et par la suite le site va connaitre différentes destinations (marché au lin, marché aux chevaux). Il ne sera plus question de Capucins sur Bourbourg.
Tous les Capucins n'adoptent pas une attitude favorable à la Révolution ou passive et résignée face aux changements intervenus. L'un d'entre eux, nommé Beyaert, revient comme aumônier des Pénitentes ou Capucines de Bourbourg dès le lendemain du départ de ses confrères pour Hondschoote et administre les sacrements, tâche relevant dorénavant du clergé constitutionnel. Normalement susceptible de condamnation à la déportation pour ce fait, Beyaert demande au district de Bergues l'autorisation de résider à Bourbourg. Il y reste jusqu'au 17 octobre 1792. Il est arrêté à Wormhout au motif d'avoir emporté des effets du couvent. Le 18 novembre 1792, le jury déclare qu'il n'y a pas lieu à poursuite. Il s'installe à Dunkerque où il est arrêté le 19 février 1793, au motif d'avoir confessé un malade. Il adresse une pétition au département, est emmené à Douai où il est maintenu en prison. Le 27 germinal an III (16 avril 1795), le district de Douai le renvoie au district de Bergues. Le 5 floréal an III (24 avril 1795), ce dernier le fait arrêter en tant que présumé émigré.  Il va être condamné à la relégation en Guyane. 
De  la même manière, en juillet 1792, la garde nationale d'Hondschoote interpelle un ancien capucin de Bourbourg se rendant à Furnes. Elle saisit un panier contenant des habits de moine et de l'argent.

## Postérité
Au XVIIIe siècle, une rue des Capucins et un pont des Capucins attestent de la présence des moines dans la commune.
Au XIXe siècle, la pierre commémorative de la fondation du couvent est conservée à la mairie de Bourbourg.
De nos jours, un quai des Capucins évoque leur souvenir. 
Il s'agit du seul vestige pouvant rappeler leur présence en ville.